# Madeleine von Schweden

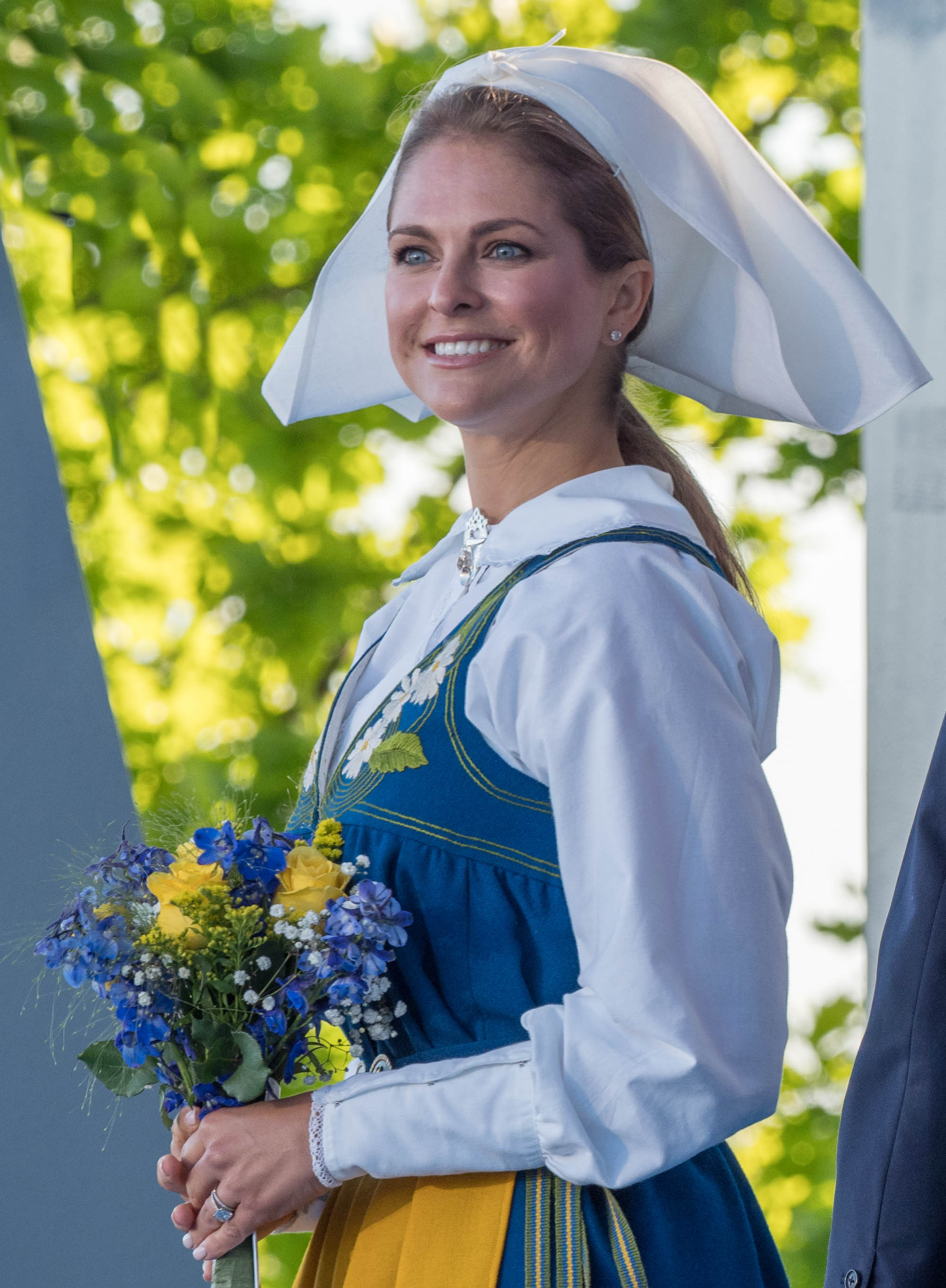
Prinzessin Madeleine (2017)

Madeleine Thérèse Amelie Josephine, Prinzessin von Schweden, Herzogin von Hälsingland und Gästrikland (* 10. Juni 1982 auf Lovön in der Gemeinde Ekerö) ist die jüngste Tochter von König Carl XVI. Gustaf von Schweden und Königin Silvia. Sie steht auf Platz neun in der schwedischen Thronfolge.

## Leben

### Kindheit und Ausbildung
Madeleine von Schweden wurde am 10. Juni 1982 auf Schloss Drottningholm geboren und am 31. August 1982 getauft. Taufpaten waren unter anderem Benedikte von Dänemark, eine Cousine ihres Vaters väterlicherseits, und Andreas Prinz von Sachsen-Coburg und Gotha, ein Cousin ihres Vaters mütterlicherseits.
Madeleine kam 1985 in der Församling Västerled in die Vorschule. Im August 1989 wechselte sie auf die Grundschule Smedslättsskolan in Bromma, danach an die Carlssons Schule im Stockholmer Stadtteil Östermalm. Von 1998 bis 2001 besuchte sie das Enskilda Gymnasium.
Nach Beendigung ihrer Schulausbildung im Jahre 2001 ging sie für einige Zeit nach London, um dort Englisch zu studieren. Ab 2002 belegte sie Kurse in Rechtswissenschaften und Architektur. Im Herbst 2003 absolvierte sie ein Praktikum, bei dem sie sich mit Architektur und Möbeldesign beschäftigte. Ab 2003 war sie an der Universität Stockholm eingeschrieben, wo sie Kunstgeschichte, Geschichte und Ethnologie studierte. Im Januar 2006 beendete Madeleine ihr Studium erfolgreich.
Ab 2006 war sie an der Universität Stockholm in einen Postgraduiertenstudiengang in Organisationsmanagement und Führungsqualitäten eingeschrieben, um sich auf ihre Beschäftigung im Bereich der internationalen humanitären Arbeit vorzubereiten. So absolvierte sie 2006 ein Praktikum bei UNICEF in New York City.

### Beziehungen, Ehe und Familie

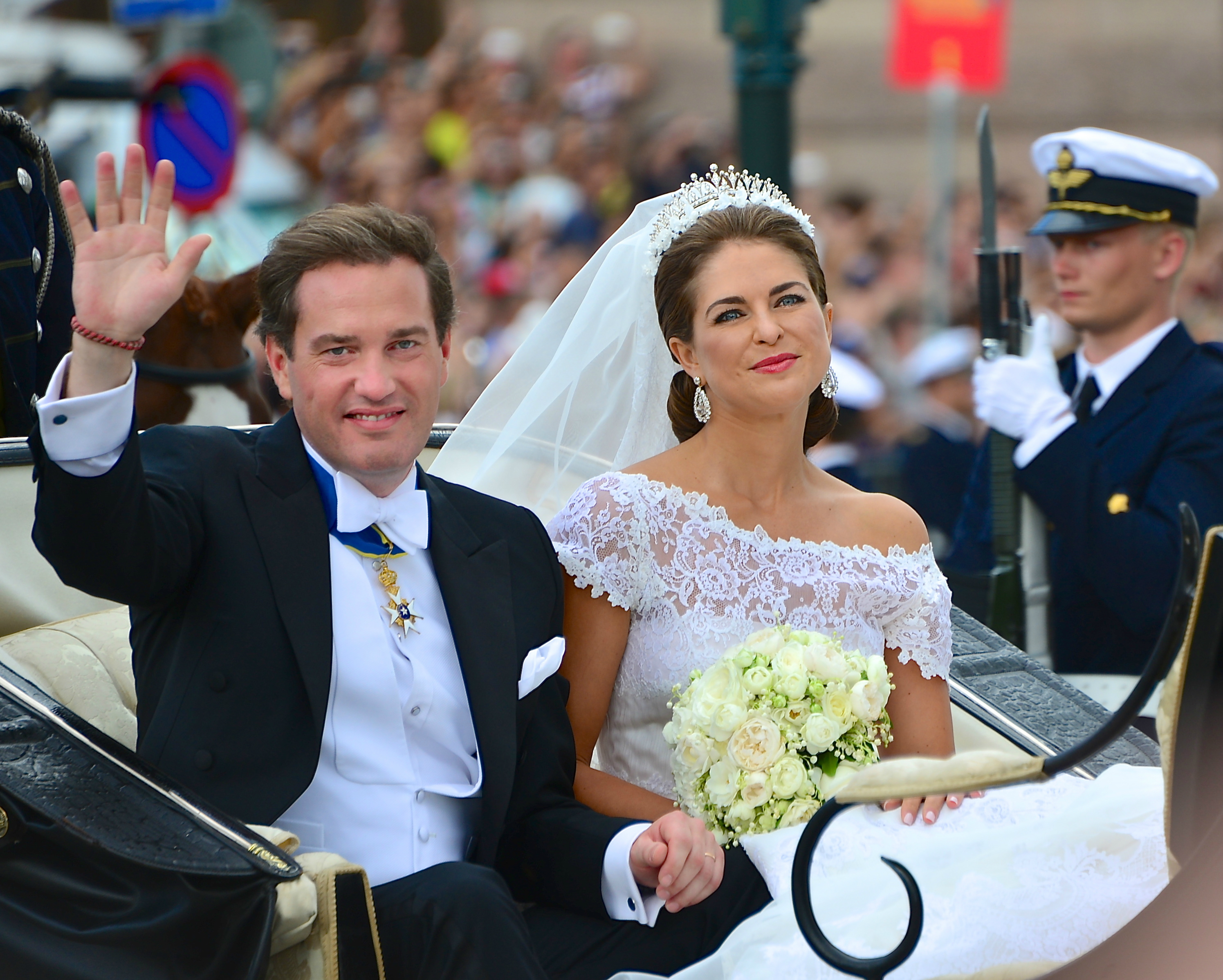
Madeleine von Schweden und Christopher O’Neill an ihrem Hochzeitstag

Madeleine von Schweden war von Ende 2002 bis April 2010 mit dem schwedischen Rechtsanwalt Jonas Claes Bergström liiert. Bereits 2006 lebte die Prinzessin gemeinsam mit Bergström für sechs Monate in New York City. Am 11. August 2009 wurde die Verlobung bekanntgegeben. Am 24. April 2010 gab der schwedische Königshof die Auflösung der Verlobung bekannt, nachdem bekannt geworden war, dass Bergström eine Affäre mit der norwegischen Handballerin Tora Uppstrøm Berg hatte.
Am 25. Oktober 2012 wurde ihre Verlobung mit Christopher O’Neill, einem britisch-amerikanischen Geschäftsmann, bekanntgegeben. Die Hochzeit wurde am 8. Juni 2013 in der Schlosskirche des königlichen Schlosses in Stockholm begangen und von vielen Fernsehstationen übertragen.
Das Paar hat drei Kinder:
- Leonore Lilian Maria, Herzogin von Gotland (* 20. Februar 2014 in New York City).[6][7]
- Nicolas Paul Gustaf, Herzog von Ångermanland (* 15. Juni 2015 in Danderyd)[8].
- Adrienne Josephine Alice, Herzogin von Blekinge (* 9. März 2018 in Danderyd)

Madeleine ist Patentante ihrer Neffen Oscar von Schweden sowie Gabriel von Schweden.

## Offizielle Aufgaben

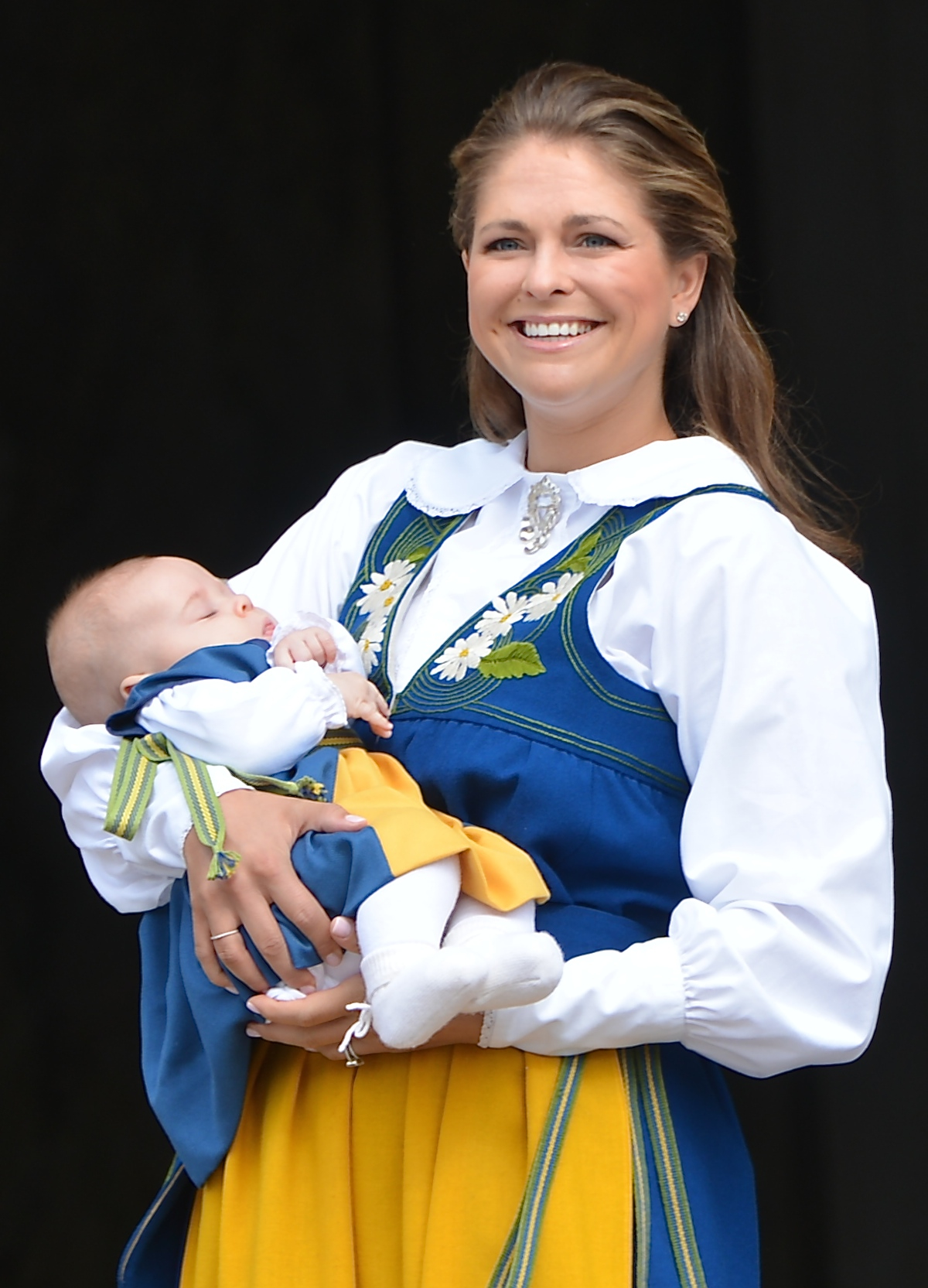
Prinzessin Madeleine mit ihrer Tochter Prinzessin Leonore am Schwedischen Nationalfeiertag 2014

Madeleine setzt sich ein für den Schutz von Kindern, insbesondere vor sexueller Ausbeutung. In diesem Bereich hat sie mehrere Projekte betreut, zudem fördert sie die Stiftung Min Stora Dag (‚Mein großer Tag‘), die kranken Kindern ihre großen Träume ermöglicht.
Seit ihrem Umzug nach New York im Mai 2010 arbeitet Madeleine daneben noch für die von ihrer Mutter gegründete World Childhood Foundation.
Seit Sommer 2018 lebt Madeleine, nachdem sie einige Zeit in London gelebt hatten, mit ihrer Familie in Florida in den USA. und arbeitet von dort aus weiterhin für die World Childhood Foundation. Im Juni 2024 wurde bekannt, dass die Familie nach Schweden zurückkehren wird.

## Titel, Wappen, Orden und Ehrungen

### Titel
- Ihre Königliche Hoheit Madeleine, Prinzessin von Schweden, Herzogin von Hälsingland und Gästrikland

(schwedisch: Hennes Kungliga Höghet Madeleine, Prinsessa av Sverige, Hertiginna av Hälsingland och Gästrikland)

### Wappen

Madeleines Wappen

Das Wappen ist durch ein goldenes schmales Tatzenkreuz geviert und trägt einen Herzschild.
Der Herzschild ist gespalten. Rechts in Blau und Rot, schrägrechts geteilt von einem Silber Schrägbalken mit einer goldenen pfahlgestellten Wasagarbe. Links oben in Blau ein nach rechts auffliegender goldener Adler, über dem das Sternbild „Großer Wagen“ mit sieben goldenen Sternen schwebt. Darunter eine dachförmige silberne Brücke mit zwei gezinnten Türmen, die auf einem mittleren, großen und zwei kleineren Durchgängen, über einem mit silbernen Wellen geschnittenen, silbernen Feld steht.
Im ersten und vierten Feld in Blau drei (2:1) gestellte goldene Kronen (für das kleine Reichswappen Schwedens). Im zweiten Feld liegt in Blau, auf drei silbernen schräglinken Wellenbalken, ein goldener rotgezungter und -bewehrter goldgekrönter Löwe (Folkunger-Wappen). Das dritte Feld ist senkrecht geteilt und zeigt die Wappen von Hälsingland und Gästrikland.
Auf dem Schild ruht eine goldene, fünfzackige Prinzenkrone mit Spitzenperlen und blauer Mütze mit Goldkronen. Zwischen den Spitzen sind schwarze senkrecht gestellte Wasagarben abgebildet.

### Orden und Ehrungen
| Jahr | Staat       | Orden/Ehrenzeichen                                            |
| ---- | ----------- | ------------------------------------------------------------- |
| 2000 | Schweden    | Königlicher Seraphinenorden                                   |
| 2003 | Deutschland | Großkreuz des Verdienstordens der Bundesrepublik Deutschland  |
| 2005 | Lettland    | Großoffizier des Drei-Sterne-Ordens                           |
| 2005 | Norwegen    | Großkreuz des Königlich Norwegischen Ordens des heiligen Olav |
| 2008 | Luxemburg   | Großkreuz des Ordens von Adolph of Nassau                     |
| 2008 | Rumänien    | Großkreuz des Treuedienst-Ordens                              |

## Klageerfolg gegen die Klatschpresse
Aufgrund zahlreicher wahrheitswidriger Berichte über ihr Privatleben verklagte Madeleine von Schweden, vertreten durch Anwalt Matthias Prinz, den zur Mediengruppe Klambt gehörenden Sonnenverlag überwiegend erfolgreich auf Schmerzensgeld wegen Verletzung ihrer Persönlichkeitsrechte. Im Gerichtsverfahren ging es um insgesamt 86 unwahre Zeitschriftenbeiträge, darunter 77 Titelgeschichten, über Liebesbeziehungen, Verlobungen, Hochzeitspläne und Schwangerschaften, von Januar 2000 bis Juli 2004. Am 30. Juli 2009 sprach ihr der 7. Senat des Oberlandesgerichts Hamburg 400.000 Euro Geldentschädigung und 49.786,31 Euro weiteren Schadensersatz zu, bis dahin die höchste je vor einem deutschen Gericht in einer Presserechtssache erstrittene Summe.

## Vorfahren
| Ahnentafel von Madeleine von Schweden | Ahnentafel von Madeleine von Schweden | Ahnentafel von Madeleine von Schweden | Ahnentafel von Madeleine von Schweden | Ahnentafel von Madeleine von Schweden | Ahnentafel von Madeleine von Schweden                                               | Ahnentafel von Madeleine von Schweden                                               | Ahnentafel von Madeleine von Schweden                                        | Ahnentafel von Madeleine von Schweden                                        |
| ------------------------------------- | --- | --- | --- | --- | ----------------------------------------------------------------------------------- | ----------------------------------------------------------------------------------- | ---------------------------------------------------------------------------- | ---------------------------------------------------------------------------- |
| Ururgroßeltern                        | König Gustav V. (1858–1950) ⚭ 1881 Prinzessin Viktoria von Baden (1862–1930)                                                               | Prinz Arthur, Duke of Connaught and Strathearn (1850–1942) ⚭ 1879 Prinzessin Luise Margareta von Preußen (1860–1917)                       | Prinz Leopold, Duke of Albany (1853–1884) ⚭ 1882 Prinzessin Helene zu Waldeck und Pyrmont (1861–1922)                                                    | Herzog Friedrich Ferdinand von Schleswig-Holstein-Sonderburg-Glücksburg (1855–1934) ⚭ 1885 Prinzessin Caroline Mathilde von Schleswig-Holstein-Sonderburg-Augustenburg (1860–1932) | Carl Louis Sommerlath (1834–1897) ⚭ ca. 1858? Anna Lucie Tille (1830–1898)          | Johann Waldau (1828–1896) ⚭ 1856 Sophie Marie Schmidt (1824–1911)                   | Joaquim Floriano de Toledo (1842–?) ⚭ 1865 Maria Julia de Barros (1849–?)    | Emiliano Baptista Soares (1852–1914) ⚭ ? Joaquina Dias Novaes (1856–?)       |
| Urgroßeltern                          | König Gustav VI. Adolf (1882–1973) ⚭ 1905 Prinzessin Margaret of Connaught (1882–1920)                                                     | König Gustav VI. Adolf (1882–1973) ⚭ 1905 Prinzessin Margaret of Connaught (1882–1920)                                                     | Herzog Carl Eduard von Sachsen-Coburg und Gotha (1884–1954) ⚭ 1905 Prinzessin Viktoria Adelheid von Schleswig-Holstein-Sonderburg-Glücksburg (1885–1970) | Herzog Carl Eduard von Sachsen-Coburg und Gotha (1884–1954) ⚭ 1905 Prinzessin Viktoria Adelheid von Schleswig-Holstein-Sonderburg-Glücksburg (1885–1970)                           | Louis Moritz Sommerlath (1860–1930) ⚭ 1886 Erna Sophie Christine Waldau (1864–1944) | Louis Moritz Sommerlath (1860–1930) ⚭ 1886 Erna Sophie Christine Waldau (1864–1944) | Arthur Floriano de Toledo (1873–1935) ⚭ 1900 Elisa Novaes Soares (1881–1928) | Arthur Floriano de Toledo (1873–1935) ⚭ 1900 Elisa Novaes Soares (1881–1928) |
| Großeltern                            | Erbprinz Gustav Adolf von Schweden, Herzog von Västerbotten (1906–1947) ⚭ 1932 Prinzessin Sibylla von Sachsen-Coburg und Gotha (1908–1972) | Erbprinz Gustav Adolf von Schweden, Herzog von Västerbotten (1906–1947) ⚭ 1932 Prinzessin Sibylla von Sachsen-Coburg und Gotha (1908–1972) | Erbprinz Gustav Adolf von Schweden, Herzog von Västerbotten (1906–1947) ⚭ 1932 Prinzessin Sibylla von Sachsen-Coburg und Gotha (1908–1972)               | Erbprinz Gustav Adolf von Schweden, Herzog von Västerbotten (1906–1947) ⚭ 1932 Prinzessin Sibylla von Sachsen-Coburg und Gotha (1908–1972)                                         | Walther Sommerlath (1901–1990) ⚭ 1925 Alice Soares de Toledo (1906–1997)            | Walther Sommerlath (1901–1990) ⚭ 1925 Alice Soares de Toledo (1906–1997)            | Walther Sommerlath (1901–1990) ⚭ 1925 Alice Soares de Toledo (1906–1997)     | Walther Sommerlath (1901–1990) ⚭ 1925 Alice Soares de Toledo (1906–1997)     |
| Eltern                                | König Carl XVI. Gustaf (* 1946) ⚭ 1976 Silvia Renate Sommerlath (* 1943)                                                                   | König Carl XVI. Gustaf (* 1946) ⚭ 1976 Silvia Renate Sommerlath (* 1943)                                                                   | König Carl XVI. Gustaf (* 1946) ⚭ 1976 Silvia Renate Sommerlath (* 1943)                                                                                 | König Carl XVI. Gustaf (* 1946) ⚭ 1976 Silvia Renate Sommerlath (* 1943) | König Carl XVI. Gustaf (* 1946) ⚭ 1976 Silvia Renate Sommerlath (* 1943)            | König Carl XVI. Gustaf (* 1946) ⚭ 1976 Silvia Renate Sommerlath (* 1943)            | König Carl XVI. Gustaf (* 1946) ⚭ 1976 Silvia Renate Sommerlath (* 1943)     | König Carl XVI. Gustaf (* 1946) ⚭ 1976 Silvia Renate Sommerlath (* 1943)     |
| Madeleine von Schweden                | | | | |                                                                                     |                                                                                     |                                                                              |                                                                              |